# Загура (гміна Белзець)
Загура (пол. Zagóra) — частина села Белжець у Польщі, розташоване в Люблінському воєводстві Томашовського повіту, ґміни Белжець.